# Emeringen
Emeringen är den minsta kommunen (tyska Gemeinde) i Alb-Donau-Kreis i förbundslandet Baden-Württemberg i Tyskland. Folkmängden uppgår till cirka 170 invånare, på en yta av 7,52 kvadratkilometer.
Kommunen ingår i kommunalförbundet Munderkingen tillsammans med staden Munderkingen och kommunerna Emerkingen, Grundsheim, Hausen am Bussen, Lauterach, Obermarchtal, Oberstadion, Rechtenstein, Rottenacker, Untermarchtal, Unterstadion och Unterwachingen.

## Befolkningsutveckling
| Befolkningsutvecklingen i Emeringen 1975–2015 | Befolkningsutvecklingen i Emeringen 1975–2015 | Befolkningsutvecklingen i Emeringen 1975–2015 | Befolkningsutvecklingen i Emeringen 1975–2015 | Befolkningsutvecklingen i Emeringen 1975–2015 |
| --------------------------------------------- | --------------------------------------------- | --------------------------------------------- | --------------------------------------------- | --------------------------------------------- |
|                                               |                                               |                                               |                                               |                                               |
| År                                            |                                               |                                               | Folkmängd                                     | Areal (ha)                                    |
| 1975                                          | 1975                                          |                                               | 154                                           | 754                                           |
| 1980                                          | 1980                                          |                                               | 146                                           |                                               |
| 1985                                          | 1985                                          |                                               | 131                                           |                                               |
| 1990                                          | 1990                                          |                                               | 129                                           |                                               |
| 1995                                          | 1995                                          |                                               | 153                                           |                                               |
| 2000                                          | 2000                                          |                                               | 152                                           |                                               |
| 2005                                          | 2005                                          |                                               | 135                                           | 753                                           |
| 2010                                          | 2010                                          |                                               | 132                                           |                                               |
| 2015                                          | 2015                                          |                                               | 128                                           |                                               |
|                                               |                                               |                                               |                                               |                                               |